# Judy Peckham
Judy Peckham, född 9 december 1950, är en friidrottare från Australien. Hon deltog vid olympiska sommarspelen 1976.